# Ятир Едуарду Шаль
Ятир Едуарду Шаль (порт. Jatyr Eduardo Schall, 18 жовтня 1938) — бразильський баскетболіст.
Бронзовий призер Олімпійських Ігор 1960, 1964 років.
Бронзовий призер Панамериканських ігор 1959 року.
Чемпіон Південної Америки 1958, 1960, 1961 років.
Чемпіон світу 1959, 1963 років.
Бронзовий призер Чемпіонату світу 1967 року.